# Lymantria laszloronkayi
Lymantria laszloronkayi is een vlinder uit de familie van de spinneruilen (Erebidae), onderfamilie donsvlinders (Lymantriinae). De wetenschappelijke naam van de soort is voor het eerst geldig gepubliceerd in 2004 door Schintlmeister.
Het mannetje heeft een voorvleugellengte van 16 to 20 millimeter. 
De soort komt voor in China (Yunnan en Sichuan), Laos, Thailand en Vietnam.